# 薛基輔
薛基輔（Mark Sutcliffe），生於英國，英國人，香港足球總會行政總裁，是英超球會利物浦球迷，於2009年以香港政府聘請的顧問身份編寫香港足球改革報告──《鳳凰計劃》；薛基輔擁有超過30年的運動管理經驗，亦曾經於新加坡工作。

## 生平

### 簡歷
薛基輔於史丹福郡大學獲得他第一個的學士學位，亦於英國羅浮堡大學完成深造文憑課程，而兩者的主修科目皆為運動及休閒管理。他以體育教師作為職業生涯的起點，往後10年他則於英國的公共體育設施管理部門工作。在過去的18年，薛基輔在以英國其中一間最重要的國際體育顧問公司Strategic Leisure擔任行政總裁。近年，他曾在香港參與與足球相關的研究，以及其他許多全球性的重要項目，包括在新加坡的足球發展卓越中心、翻新位於基輔的奧林匹克體育場（歐洲國家盃2012年決賽的比賽場地）、場地規劃及策劃以及2012年倫敦奧運會後的設施使用方案。薛基輔於5項運動中持有相關認可之教練資格證書。年輕時代他曾參與游泳、足球、板球、壁球項目並達至球會水平，而近年而亦將精力及對競爭的追求轉至其他運動，如高爾夫和戶外活動。薛基輔曾是2005/06年度環球快速帆船大賽的其中一名船員，而他亦曾於英國時攀上阿爾卑斯山和喜馬拉雅山。他也是一個PADI的進階潛水員。薛基輔已婚，並育有兩個已成年的兒子。

### 香港足球總會行政總裁
2012年9月17日，薛基輔獲聘任為香港足球總會第二任行政總裁，接替離職的麥國棟，並聯同主席梁孔德出席高級組銀牌賽抽籤儀式。同月24日，上任一週的薛基輔會同香港足球總會主席梁孔德召開記者會，正式首次會見香港傳媒，會上發表其上任後的工作大綱，及致力推動的範疇。薛基輔將《鳳凰計劃》中的33項建議歸納後，鎖定了「代表隊和精英足球」、「職業球會及聯賽」、「基層足球發展計劃」及「增強足總運作模式及名聲」作為其4項早期的焦點任務。於記者會上，薛基輔公布了香港足球總會委任了曾經與西班牙甲組足球聯賽球會皇家馬德里和英格蘭超級足球聯賽球會熱刺等合作過的國際體育市場顧問公司──Essentially Group，為其商業代理，主要是為到香港足球總會尋找商業夥伴及贊助商；而上述公司亦已經有一系統贊助商的腹稿，受惠對象除了香港足球代表隊，其他層面如香港甲組足球聯賽的球會都會受到贊助。薛基輔透露，香港隊將會於同年10與馬來西亞國家足球隊舉行友誼比賽，上述的推廣公司將會於比賽途中加入一些娛樂元素，以吸引更多數量的球迷入座觀賞比賽，而於以後舉辦的大型比賽中，他們亦會朝著這個方向發展。同一週內，薛基輔將會約見香港賽馬會代表，商量及討論興建將軍澳足球訓練中心一事宜；薛基輔表示，將軍澳足球訓練中心是落實《鳳凰計劃》的重要一環，故此上述設施必需要達至國際級水平。薛基輔表示，他希望最快於同年聖誕會有詳細的計劃書公布，並且報告何時上述設施何時落成及啟用，爭取盡快展開有關工程。此外，薛基輔表示落實及推行香港職業足球聯賽為其主要任務之一。薛基輔認為，建立全新而獨立的職業足球聯賽，可以提升比賽的水準和實力，此計劃又可以為到球會於技術層面上支援青年球員訓練，並且改善到球員的福利。薛基輔亦指出，成立新職業聯賽需要按部就班，要配合相關政府部門及給予各支參與賽事的球隊時間，去完善球場設施及球會青年球員訓練系統等配套。他又指出，2013–14年香港甲組足球聯賽是過渡期，最快到2014-15年香港職業足球聯賽才會正式運作。此外，薛基輔表示他首要處理的，是要透過高質素的聯賽去提升代表隊的水平，重點內容包括青年球員訓練系統、發展基層足球，除了青少年外，亦需要進一步加強培育本地教練及球證，以提升水平；另外，又要重整香港女子足球，與及增強香港足球總會的運作模式和提高名聲。

## 相關參見
- 麥國棟
- 鳳凰計劃

## 外部連結
- CEO 的話 （页面存档备份，存于）